# Българи в Нова Зеландия
Българите в Нова Зеландия са около 3000 души. Според официалната статистика от 2008 година са 816 души. Най-много българи има в град Окланд, съсредоточени в квартал Нортшор в северната част на града, там се намира и българското училище.

## Култура
В Нова Зеландия има: Българско дружество „Св. св. Кирил и Методий“ – Окланд (от 1999), Българско неделно училище „Св. св. Кирил и Методий“ – Окланд (от 2003), Фолклорен ансамбъл „Български рози“ – Окланд (от 2006), Фолклорен ансамбъл „Хоро“ – Уелингтън (2016), Българско дружество „Хоро“ – Уелингтън (2018).